# Wyścig Argentyny WTCC 2013
Wyścig Argentyny WTCC 2013 – ósma runda World Touring Car Championship w sezonie 2013 i pierwszy w historii Wyścig Argentyny. Rozegrał się on w dniach 2-4 sierpnia 2013 w miejscowości Termas de Río Hondo na torze Autódromo Termas de Río Hondo.  W pierwszym wyścigu zwyciężył Yvan Muller z zespołu RML, a w drugim José María López z Wiechers-Sport.

## Lista startowa
| Nr | Kierowca           | Zespół                               | Samochód             | Klasa |
| -- | ------------------ | ------------------------------------ | -------------------- | ----- |
| 1  | Robert Huff        | ALL-INKL.COM Münnich Motorsport      | SEAT León WTCC       |       |
| 3  | Gabriele Tarquini  | Castrol Honda World Touring Car Team | Honda Civic WTCC     | M     |
| 5  | Norbert Michelisz  | Zengő Motorsport                     | Honda Civic WTCC     | M     |
| 6  | Franz Engstler     | Liqui Moly Team Engstler             | BMW 320 TC           | Y     |
| 7  | Charles Ng         | Liqui Moly Team Engstler             | BMW 320 TC           | Y     |
| 8  | Michaił Kozłowskij | LADA Sport Lukoil                    | Łada Granta          | M     |
| 9  | Alex MacDowall     | Bamboo Engineering                   | Chevrolet Cruze 1.6T | Y     |
| 10 | James Thompson     | LADA Sport Lukoil                    | Łada Granta          | M     |
| 12 | Yvan Muller        | RML                                  | Chevrolet Cruze 1.6T |       |
| 14 | James Nash         | Bamboo Engineering                   | Chevrolet Cruze 1.6T | Y     |
| 15 | Tom Coronel        | ROAL Motorsport                      | BMW 320 TC           |       |
| 17 | Michel Nykjær      | Nika Racing                          | Chevrolet Cruze 1.6T | Y     |
| 18 | Tiago Monteiro     | Castrol Honda World Touring Car Team | Honda Civic WTCC     | M     |
| 19 | Fernando Monje     | Campos Racing                        | SEAT León WTCC       | Y     |
| 20 | Hugo Valente       | Campos Racing                        | SEAT León WTCC       | Y     |
| 23 | Tom Chilton        | RML                                  | Chevrolet Cruze 1.6T |       |
| 25 | Mehdi Bennani      | Proteam Racing                       | BMW 320 TC           | Y     |
| 26 | Stefano D'Aste     | PB Racing                            | BMW 320 TC           | Y     |
| 37 | René Münnich       | ALL-INKL.COM Münnich Motorsport      | SEAT León WTCC       | Y     |
| 38 | Marc Basseng       | ALL-INKL.COM Münnich Motorsport      | SEAT León WTCC       |       |
| 55 | Darryl O’Young     | ROAL Motorsport                      | BMW 320 TC           | Y     |
| 72 | José María López   | Wiechers-Sport                       | BMW 320 TC           | Y     |
| 74 | Pepe Oriola        | Tuenti Racing Team                   | Chevrolet Cruze 1.6T |       |
| Nr | Kierowca           | Zespół                               | Samochód             | Klasa |

| Symbol | Klasa                                   |
| ------ | --------------------------------------- |
| M      | Producent (Manufacturers' Championship) |
| Y      | Niezależny (Yokohama Trophy)            |

## Wyniki

### Sesje treningowe
| Sesja | Nr | Kierowca    | Zespół | Samochód             | Czas     | Okr. |
| ----- | -- | ----------- | ------ | -------------------- | -------- | ---- |
| 1     | 12 | Yvan Muller | RML    | Chevrolet Cruze 1.6T | 1:49,096 | 8    |
| 2     | 23 | Tom Chilton | RML    | Chevrolet Cruze 1.6T | 1:49,034 | 12   |

### Kwalifikacje
| Poz.    | Nr      |         | Kierowca           | Zespół                               | Samochód             | Q1       | Q2       | Poz. s. R1 | Poz. s. R2 | Pkt |
| II etap | II etap | II etap | II etap            | II etap                              | II etap              | II etap  | II etap  | II etap    | II etap    |     |
| ------- | ------- | ------- | ------------------ | ------------------------------------ | -------------------- | -------- | -------- | ---------- | ---------- | --- |
| 1       | 12      |         | Yvan Muller        | RML                                  | Chevrolet Cruze 1.6T | 1:49,158 | 1:47,920 | 1          | 10         | 5   |
| 2       | 23      |         | Tom Chilton        | RML                                  | Chevrolet Cruze 1.6T | 1:49,690 | 1:48,423 | 2          | 9          | 4   |
| 3       | 5       |         | Norbert Michelisz  | Zengő Motorsport                     | Honda Civic WTCC     | 1:49,247 | 1:48,855 | 3          | 8          | 3   |
| 4       | 3       |         | Gabriele Tarquini  | Castrol Honda World Touring Car Team | Honda Civic WTCC     | 1:49,545 | 1:48,919 | 4          | 7          | 2   |
| 5       | 74      |         | Pepe Oriola        | Tuenti Racing Team                   | Chevrolet Cruze 1.6T | 1:49,762 | 1:48,979 | 5          | 6          | 1   |
| 6       | 9       | Y       | Alex MacDowall     | Bamboo Engineering                   | Chevrolet Cruze 1.6T | 1:50,132 | 1:49,039 | 6          | 5          |     |
| 7       | 18      |         | Tiago Monteiro     | Castrol Honda World Touring Car Team | Honda Civic WTCC     | 1:49,517 | 1:49,177 | 22         | 4          |     |
| 8       | 14      | Y       | James Nash         | Bamboo Engineering                   | Chevrolet Cruze      | 1:49,938 | 1:49,236 | 7          | 3          |     |
| 9       | 17      | Y       | Michel Nykjær      | Nika Racing                          | Chevrolet Cruze      | 1:49,252 | 1:49,406 | 8          | 2          |     |
| 10      | 72      | Y       | José María López   | Wiechers-Sport                       | BMW 320 TC           | 1:49,819 | 1:49,674 | 9          | 1          |     |
| 11      | 20      | Y       | Hugo Valente       | Campos Racing                        | SEAT León WTCC       | 1:50,212 | 1:50,130 | 20         | 11         |     |
| 12      | 10      |         | James Thompson     | LADA Sport Lukoil                    | Łada Granta          | 1:49,953 | 1:50,353 | 10         | 12         |     |
| I etap  |         |         |                    |                                      |                      |          |          |            |            |     |
| 13      | 38      |         | Marc Basseng       | ALL-INKL.COM Münnich Motorsport      | SEAT León WTCC       | 1:50,272 | –        | 11         | 13         |     |
| 14      | 1       |         | Robert Huff        | ALL-INKL.COM Münnich Motorsport      | SEAT León WTCC       | 1:50,314 | –        | 23         | 14         |     |
| 15      | 19      | Y       | Fernando Monje     | Campos Racing                        | SEAT León WTCC       | 1:50,583 | –        | 12         | 15         |     |
| 16      | 15      |         | Tom Coronel        | ROAL Motorsport                      | BMW 320 TC           | 1:50,744 | –        | 13         | 16         |     |
| 17      | 26      | Y       | Stefano D'Aste     | PB Racing                            | BMW 320 TC           | 1:50,788 | –        | 14         | 17         |     |
| 18      | 7       | Y       | Charles NG         | Liqui Moly Team Engstler             | BMW 320 TC           | 1:51,328 | –        | 15         | 18         |     |
| 19      | 55      | Y       | Darryl O’Young     | ROAL Motorsport                      | BMW 320 TC           | 1:51,345 | –        | 16         | 19         |     |
| 20      | 37      | Y       | René Münnich       | ALL-INKL.COM Münnich Motorsport      | SEAT León WTCC       | 1:51,368 | –        | 17         | 22         |     |
| 21      | 25      | Y       | Mehdi Bennani      | Proteam Racing                       | BMW 320 TC           | 1:51,862 | –        | 18         | 20         |     |
| 22      | 6       | Y       | Franz Engstler     | Liqui Moly Team Engstler             | BMW 320 TC           | 1:51,866 | –        | 19         | 21         |     |
| 23      | 8       |         | Michaił Kozłowskij | LADA Sport Lukoil                    | Łada Granta          | [ 1 ]    | –        | 21         | 23         |     |

#### Warunki atmosferyczne[1]
| Temperatura toru      | 38 °C |
| Temperatura powietrza | 22 °C |
| Słońce                | tak   |
| Opady deszczu         | nie   |
| Sucho                 |       |

### Wyścig 1
| Poz.              | +/- | Nr |   | Kierowca           | Zespół                               | Samochód             | Okr. | Czas/Strata | Pkt. | Komentarz |
| ----------------- | --- | -- | - | ------------------ | ------------------------------------ | -------------------- | ---- | ----------- | ---- | --------- |
| 1                 |     | 12 |   | Yvan Muller        | RML                                  | Chevrolet Cruze 1.6T | 12   | 22:56,896   | 25   |           |
| 2                 | 3   | 74 |   | Pepe Oriola        | Tuenti Racing Team                   | Chevrolet Cruze 1.6T | 12   | +4,924      | 18   |           |
| 3                 | 1   | 23 |   | Tom Chilton        | RML                                  | Chevrolet Cruze 1.6T | 12   | +7,813      | 15   |           |
| 4                 |     | 3  |   | Gabriele Tarquini  | Castrol Honda World Touring Car Team | Honda Civic WTCC     | 12   | +7,989      | 12   |           |
| 5                 | 4   | 72 | Y | José María López   | Wiechers-Sport                       | BMW 320 TC           | 12   | +8,846      | 10   |           |
| 6                 | 2   | 17 | Y | Michel Nykjær      | Nika Racing                          | Chevrolet Cruze 1.6T | 12   | +10,214     | 8    |           |
| 7                 | 4   | 5  |   | Norbert Michelisz  | Zengő Motorsport                     | Honda Civic WTCC     | 12   | +12,833     | 6    |           |
| 8                 | 15  | 1  |   | Robert Huff        | ALL-INKL.COM Münnich Motorsport      | SEAT León WTCC       | 12   | +13,960     | 4    |           |
| 9                 | 2   | 14 | Y | James Nash         | Bamboo Engineering                   | Chevrolet Cruze 1.6T | 12   | +14,636     | 2    |           |
| 10                | 12  | 18 |   | Tiago Monteiro     | Castrol Honda World Touring Car Team | Honda Civic WTCC     | 12   | +14,870     | 1    |           |
| 11                | 5   | 9  | Y | Alex MacDowall     | Bamboo Engineering                   | Chevrolet Cruze 1.6T | 12   | +15,743     |      |           |
| 12                | 1   | 38 |   | Marc Basseng       | ALL-INKL.COM Münnich Motorsport      | SEAT León WTCC       | 12   | +16,619     |      |           |
| 13                | 7   | 20 | Y | Hugo Valente       | Campos Racing                        | SEAT León WTCC       | 12   | +17,333     |      |           |
| 14                |     | 26 | Y | Stefano D'Aste     | PB Racing                            | BMW 320 TC           | 12   | +19,858     |      |           |
| 15                | 1   | 55 | Y | Darryl O’Young     | ROAL Motorsport                      | BMW 320 TC           | 12   | +20,247     |      |           |
| 16                | 4   | 19 | Y | Fernando Monje     | Campos Racing                        | SEAT León WTCC       | 12   | +23,563     |      |           |
| 17                | 2   | 7  | Y | Charles Ng         | Liqui Moly Team Engstler             | BMW 320 TC           | 12   | +23,782     |      |           |
| 18                | 1   | 37 | Y | René Münnich       | ALL-INKL.COM Münnich Motorsport      | SEAT León WTCC       | 12   | +30,675     |      |           |
| 19                |     | 6  | Y | Franz Engstler     | Liqui Moly Team Engstler             | BMW 320 TC           | 12   | +33,536     |      |           |
| 20                | 2   | 25 | Y | Mehdi Bennani      | Proteam Racing                       | BMW 320 TC           | 12   | +36,459     |      |           |
| Niesklasyfikowani |     |    |   |                    |                                      |                      |      |             |      |           |
|                   |     | 10 |   | James Thompson     | LADA Sport Lukoil                    | Łada Granta          | 8    |             |      |           |
|                   |     | 15 |   | Tom Coronel        | ROAL Motorsport                      | BMW 320 TC           | 7    |             |      |           |
|                   |     | 8  |   | Michaił Kozłowskij | LADA Sport Lukoil                    | Łada Granta          | 2    |             |      |           |

#### Najszybsze okrążenie
| Nr | Kierowca    | Zespół | Samochód             | Czas     | Okr. |
| -- | ----------- | ------ | -------------------- | -------- | ---- |
| 12 | Yvan Muller | RML    | Chevrolet Cruze 1.6T | 1:50,524 | 4    |

#### Warunki atmosferyczne[1]
| Temperatura toru      | 40 °C |
| Temperatura powietrza | 23 °C |
| Słońce                | tak   |
| Opady deszczu         | nie   |
| Sucho                 |       |

### Wyścig 2
| Poz.              | +/- | Nr |   | Kierowca           | Zespół                               | Samochód             | Okr. | Czas/Strata | Pkt. | Komentarz |
| ----------------- | --- | -- | - | ------------------ | ------------------------------------ | -------------------- | ---- | ----------- | ---- | --------- |
| 1                 |     | 72 | Y | José María López   | Wiechers-Sport                       | BMW 320 TC           | 11   | 20:28,525   | 25   |           |
| 2                 | 5   | 3  |   | Gabriele Tarquini  | Castrol Honda World Touring Car Team | Honda Civic WTCC     | 11   | +3,619      | 18   |           |
| 3                 | 3   | 74 |   | Pepe Oriola        | Tuenti Racing Team                   | Chevrolet Cruze 1.6T | 11   | +3,989      | 15   |           |
| 4                 | 2   | 17 | Y | Michel Nykjær      | Nika Racing                          | Chevrolet Cruze 1.6T | 11   | +4,945      | 12   |           |
| 5                 | 3   | 5  |   | Norbert Michelisz  | Zengő Motorsport                     | Honda Civic WTCC     | 11   | +7,135      | 10   |           |
| 6                 | 2   | 18 |   | Tiago Monteiro     | Castrol Honda World Touring Car Team | Honda Civic WTCC     | 11   | +7,517      | 8    |           |
| 7                 | 4   | 14 | Y | James Nash         | Bamboo Engineering                   | Chevrolet Cruze 1.6T | 11   | +13,866     | 6    |           |
| 8                 | 3   | 20 | Y | Hugo Valente       | Campos Racing                        | SEAT León WTCC       | 11   | +16,422     | 4    |           |
| 9                 | 7   | 15 |   | Tom Coronel        | ROAL Motorsport                      | BMW 320 TC           | 11   | +16,767     | 2    |           |
| 10                | 7   | 26 | Y | Stefano D'Aste     | PB Racing                            | BMW 320 TC           | 11   | +18,320     | 1    |           |
| 11                | 6   | 9  | Y | Alex MacDowall     | Bamboo Engineering                   | Chevrolet Cruze 1.6T | 11   | +19,073     |      |           |
| 12                | 1   | 23 |   | Tom Chilton        | RML                                  | Chevrolet Cruze 1.6T | 11   | +19,634     |      |           |
| 13                | 3   | 12 |   | Yvan Muller        | RML                                  | Chevrolet Cruze 1.6T | 11   | +20,232     |      |           |
| 14                | 1   | 19 | Y | Fernando Monje     | Campos Racing                        | SEAT León WTCC       | 11   | +23,092     |      |           |
| 15                | 6   | 6  | Y | Franz Engstler     | Liqui Moly Team Engstler             | BMW 320 TC           | 11   | +23,515     |      |           |
| 16                | 7   | 8  |   | Michaił Kozłowskij | LADA Sport Lukoil                    | Łada Granta          | 11   | +26,544     |      |           |
| 17                | 5   | 37 | Y | René Münnich       | ALL-INKL.COM Münnich Motorsport      | SEAT León WTCC       | 11   | +27,050     |      |           |
| 18                | 1   | 55 | Y | Darryl O’Young     | ROAL Motorsport                      | BMW 320 TC           | 11   | +36.055     |      |           |
| 19                | 1   | 7  | Y | Charles Ng         | Liqui Moly Team Engstler             | BMW 320 TC           | 11   | +36,476     |      |           |
| 20                | 8   | 10 |   | James Thompson     | LADA Sport Lukoil                    | Łada Granta          | 10   | +1 okr.     |      |           |
| 21                | 1   | 25 | Y | Mehdi Bennani      | Proteam Motorsport                   | BMW 320 TC           | 8    | +3 okr.     |      |           |
| Niesklasyfikowani |     |    |   |                    |                                      |                      |      |             |      |           |
|                   |     | 38 |   | Marc Basseng       | ALL-INKL.COM Münnich Motorsport      | SEAT León WTCC       | 7    |             |      |           |
|                   |     | 1  |   | Robert Huff        | ALL-INKL.COM Münnich Motorsport      | SEAT León WTCC       | 4    |             |      |           |

#### Najszybsze okrążenie
| Nr | Kierowca    | Zespół | Samochód             | Czas     | Okr. |
| -- | ----------- | ------ | -------------------- | -------- | ---- |
| 12 | Yvan Muller | RML    | Chevrolet Cruze 1.6T | 1:50,248 | 3    |

#### Warunki atmosferyczne[1]
| Temperatura toru      | 39 °C |
| Temperatura powietrza | 24 °C |
| Słońce                | tak   |
| Opady deszczu         | nie   |
| Sucho                 |       |

## Klasyfikacja po rundzie

### Kierowcy
| Poz.              | +/- | Kierowca              | Starty | Punkty | P1 | P2 | P3 | PP | NO | NS | DK | NW |
| ----------------- | --- | --------------------- | ------ | ------ | -- | -- | -- | -- | -- | -- | -- | -- |
| 1                 |     | Yvan Muller           | 16     | 312    | 6  | 4  | 1  | 5  | 5  | –  | –  | –  |
| 2                 |     | Michel Nykjær         | 16     | 180    | 3  | 1  | 2  | 1  | 1  | -  | –  | –  |
| 3                 | 2   | Gabriele Tarquini     | 16     | 166    | 1  | 2  | 3  | 2  | 1  | 3  | -  | –  |
| 4                 | 1   | James Nash            | 16     | 146    | 1  | 1  | 1  | 2  | -  | -  | –  | -  |
| 5                 | 1   | Robert Huff           | 16     | 139    | 2  | 1  | 1  | -  | 1  | 2  | –  | –  |
| 6                 |     | Tom Chilton           | 16     | 130    | -  | 2  | 2  | -  | 2  | 3  | –  | -  |
| 7                 | 2   | Pepe Oriola           | 16     | 125    | 1  | 1  | 1  | -  | 2  | –  | –  | –  |
| 8                 |     | Norbert Michelisz     | 15     | 111    | –  | 1  | 3  | -  | -  | 2  | –  | 1  |
| 9                 | 2   | Tom Coronel           | 16     | 100    | 1  | 1  | -  | 1  | 1  | 1  | –  | –  |
| 10                |     | Alex MacDowall        | 16     | 73     | -  | -  | 2  | 1  | 2  | 2  | –  | -  |
| 11                |     | Tiago Monteiro        | 15     | 71     | -  | 1  | –  | –  | –  | 2  | –  | 1  |
| 12                |     | Mehdi Bennani         | 12     | 44     | –  | 1  | -  | 1  | –  | 1  | –  | –  |
| 13                |     | Marc Basseng          | 14     | 39     | –  | –  | –  | –  | –  | 2  | –  | –  |
| 14                |     | José María López      | 2      | 35     | 1  | –  | –  | 1  | 1  | -  | –  | -  |
| 15                | 1   | James Thompson        | 14     | 29     | –  | –  | –  | –  | –  | 4  | –  | 2  |
| 16                | 1   | Stefano D'Aste        | 15     | 12     | –  | –  | –  | –  | –  | 2  | –  | 1  |
| 17                | 1   | Fredy Barth           | 13     | 6      | –  | –  | –  | -  | –  | 1  | –  | 1  |
| 18                | 1   | Darryl O’Young        | 15     | 6      | –  | –  | –  | 1  | –  | 1  | –  | 1  |
| 19                | 3   | Hugo Valente          | 7      | 4      | –  | –  | –  | -  | –  | 1  | –  | 1  |
| 20                | 2   | Franz Engstler        | 16     | 4      | –  | –  | –  | -  | –  | 2  | –  | –  |
| 21                | 2   | Charles Ng            | 16     | 1      | –  | –  | –  | –  | –  | 3  | –  | –  |
| 22                | 2   | Fernando Monje        | 16     | 0      | –  | –  | –  | 1  | –  | 3  | –  | -  |
| 23                | 2   | Jean-Philippe Dayraut | 2      | 0      | –  | –  | –  | –  | –  | –  | –  | -  |
| 24                | 1   | Michaił Kozłowskij    | 10     | 0      | –  | –  | –  | –  | –  | 2  | -  | –  |
| 25                | 1   | René Münnich          | 12     | 0      | –  | –  | –  | –  | –  | 3  | –  | -  |
| 26                | 1   | Tom Boardman          | 6      | 0      | –  | –  | –  | –  | –  | 2  | –  | 3  |
| 27                | 1   | Nikołaj Karamyszew    | 2      | 0      | –  | –  | –  | –  | –  | 2  | –  | 2  |
| Niesklasyfikowani |     |                       |        |        |    |    |    |    |    |    |    |    |
| –                 |     | Aleksiej Dudukało     | 0      | –      | –  | –  | –  | –  | –  | –  | –  | 2  |
| Poz.              | +/- | Kierowca              | Starty | Punkty | P1 | P2 | P3 | PP | NO | NS | DK | NW |

### Producenci
| Poz. | +/- | Producent | Starty | Punkty | P1 | P2 | P3 | PP | NO | NS | DK | NW |
| ---- | --- | --------- | ------ | ------ | -- | -- | -- | -- | -- | -- | -- | -- |
| 1    |     | Honda     | 16     | 661    | 1  | 4  | 5  | 2  | 1  | 2  | –  | 1  |
| 2    |     | Łada      | 14     | 398    | –  | –  | –  | –  | –  | 6  | –  | 4  |
| Poz. | +/- | Producent | Starty | Punkty | P1 | P2 | P3 | PP | NO | NS | DK | NW |